# Vladivostoktijd
Vladivostoktijd (Russisch: владивостокское время; vladivostokskoje vremja) of VLAT, vernoemd naar de stad Vladivostok, is een tijdzone in Rusland die 10 uur voorloopt op UTC (UTC+10) en 7 uur op Moskoutijd (MSK+7).

## Deelgebieden met Vladivostoktijd
- kraj Chabarovsk
- Jakoetië (centrale deel)
- Joodse Autonome Oblast
- kraj Primorje

## Steden met Vladivostoktijd
Steden met meer dan 100.000 inwoners met Vladivostoktijd:
- Artjom
- Chabarovsk
- Komsomolsk aan de Amoer
- Nachodka
- Oessoeriejsk
- Vladivostok